# Эд (герцог Ангулемский)
Эд Тибо Жозеф Мари Орлеанский (фр. Eudes Thibaut Joseph Marie d’Orléans, duc d’Angoulême; род. 18 марта 1968, Париж) — герцог Ангулемский (с 1987), младший сын Генриха Орлеанского, герцога Французского и графа Парижского (1933—2019), претендента на трон Франции, и великой герцогини Марии Терезы Вюртембергской (род. 1934).

## Биография
Родился в Париже 18 марта 1968 года. После развода своих родителей в 1984 году он воспитывался матерью.
Его крестными родителями были Патрисия Бемберг и его дядя принц Тибо Орлеанский, граф де ла Марш (фр.).
27 сентября 1987 года Эд получил титул герцога Ангулемского от своего деда Генриха Орлеанского, графа Парижского.
Учился в Сорбонне, где получил степень магистра философии. Затем служил во французской армии, где окончил кавалерийскую школу Кадр-Нуар в 1991 году. Вернувшись к гражданской жизни, Эд поступил в Институт социального управления, где изучал менеджмент и человеческие ресурсы, получил диплом в 1994 году.

## Семья и дети
19 июня 1999 года гражданским браком женился в Дре на Мари-Лизе Клод Анн Роланде де Роган-Шабо (род. 29 июня 1969), старшей дочери графа Луи Мериадека де Роган-Шабо (род. 1937) и принцессы Изабеллы де Бофремон-Куртенэ (род. 1944). Мария-Лиза де Роган является потомком короля Англии Якова II Стюарта через его внебрачного сына Джеймса Фитцджеймса, герцога Бервика. В тот же самый день скончался Генрих Орлеанский, граф Парижский, дед Эда.
Церковная церемония произошла 10 июля 1999 года в Антрене. Свидетелями со стороны жениха были его брат принц Жан, герцог де Вандом, и принц Дженнаро де Бурбон-Сицилийский и Генрих Лехарни, а свидетельницами со стороны невесты — её мать Изабеллы де Бофремон-Куртенэ, её сестра Элеонора и Флоренция Бутелье. Супруги имеют двоих детей:
- Тереза Изабель Мария Элеонора Орлеанская (род. 23 апреля 2001, Грас)
- Пьер Жан Мари Орлеанский (род. 6 августа 2003, Грас)

Принц Эд является четвертым в линии Орлеанского дома по наследованию французского престола после его старшего брата принца Жана, принца де Вандома, и племянников, принца Гастона (род. 2009) и принца Жозефа (род. 2016).

## Титулы и стили
- 18 марта 1968 — 27 сентября 1987 — Его Королевское Высочество Принц Эд Орлеанский, Сын Франции
- 27 сентября 1987 — настоящее время — Его Королевское Высочество Принц Эд Орлеанский, Герцог Ангулемский, Сын Франции